# Amblyomma rhinocerotis
Amblyomma rhinocerotis es una especie de garrapata dura del género Amblyomma, subfamilia Amblyomminae. Fue descrita científicamente por Geer en 1778.
Se distribuye por la ecozona afrotropical. Los adultos suelen encontrarse en los perisodáctilos, siendo principalmente un parásito del rinoceronte. Se sabe que se han recolectado algunos ejemplares adultos de esta especie en hipopotámidos, suidos y rinocerontes, también en felinos y en algunas pitones y tortugas.
No se tienen registros o informes de que esta especie cause parasitismo en humanos.